# 巨蟲列島
《巨蟲列島》是藤見泰高原作、REDICE作畫的日本漫画作品，後來改由廣瀨周作畫。作品於秋田書店的漫畫網站〈Champion Cross〉連載，之後改由〈Manga Cross〉繼續連載，單行本共6集。2019年6月20日發售OVA，2020年1月10日劇場版上映。漫畫續作「大巨蟲列島」，描述主角一群人逃離至辰野神島後仍遭遇巨大化無脊椎動物的故事，自2019年4月開始連載。外傳「巨蟲山脈」自2020年7月開始連載。
本作入圍2018年電子漫畫大賞（電子漫畫大獎）（みんなが選ぶ!!電子コミック大賞）男性部門提名名單。

## 劇情大綱

### 巨蟲列島
私立鳳翔高等學園的學生們在一次的空難中漂流到某個小島，資優生織部睦美與其他落難者陸續匯集並開始野外求生，她判斷搜救隊最久會在三天後抵達，自認最聰明的上條成了領導者。眾人隨即發現島上有許多會吃人的巨型昆蟲，很快就有人喪命。所幸睦美對昆蟲生態比較熟悉，她憑藉知識和機智讓大家度過難關，因此逐漸成為大家信賴的對象，但眾人也因為對彼此在遭遇危機時的反應不滿，開始出現內鬨。為了營救受傷的同伴，眾人找到島上的醫療中心，原本想將其作為庇護所，但很快就遭到巨型昆蟲和巨型螃蟹攻擊，不得不另尋他處。
第二天，在尋找新據點的途中，他們發現其他倖存的學生以及教師茉莉華，在茉莉華老師的權威下，睦美的建言幾度遭到否決，成員之間的對立逐漸激烈。夜裡，部分成員遭到螢火蟲的幼蟲包圍，在幾個成員犧牲後，他們協力擊退了幼蟲，也讓原本分裂的關係稍微變得密切一些，但睦美和茉莉華老師的對立仍持續著。第三天，眾人持續尋找新的據點，途中遭到地蛛攻擊，睦美和茉莉華老師都被捉住，之後睦美獲救，但茉莉華老師遭分屍而亡，效忠於茉莉華老師的青山望對陸美心生怨恨，她偷偷把茉莉華老師的斷肢放在陸美的背包中。
第四天，斷肢的氣味吸引了大批獵椿攻擊，在緊要關頭，海上保安廳的保安官及獵友會的成員所組成的聯合搜查隊及時現身救援，即使如此，仍有成員喪命或重傷。在他們逃到港口時，遭遇到巨型蜈蚣攻擊，趕來救援的船隻也被佔據。於是他們試圖找到其它正常尺寸的蜈蚣並焚燒牠們，藉此引開巨型蜈蚣在，找尋蜈蚣的過程中，青山望想偷襲陸美，卻遭馬陸的毒氣重創，但陸美仍救了她，因為她認為自己能藉著知識幫助他人是很開心的事。
焚燒蜈蚣的舉動也引來其它蜈蚣，陸美利用牠們同類相食的本能，帶眾人趁隙逃離，並搭上保安官找到的救生艇，終於在第五天順利逃離這個島嶼，來到距離最近且有人居住的辰野神島。但這座島卻也已經遭到巨型昆蟲入侵，他們的冒險仍未結束。

### 大巨蟲列島
故事接續前篇，來到辰野神島後一行人遇到當地居民及當地為了自保成立的武裝份子，並在蚊子、蟬、獨角仙、陸蛭等生物襲擊下救下當地居民葵小姐，但以京介為首的武裝份子卻另有所圖的帶走了葵及巫女刻小姐，同時亦擊傷了海上保安廳的涼子小姐，在留下一部分的人後，睦美等人為了追回京介一行人而離開神社。
京介等人離開後在吃香蕉時遇到寬腹螳螂襲擊，由於即時遇到睦美等人的協助躲到學校，並又再次遭遇螳螂襲擊，雖成功打敗成體螳螂，但也死傷慘重。
逃離螳螂後，京介和睦美等人為了取得船用蓄電池而前往水資源研究試驗場，來到試驗場後發現這座設施與上一座島的醫療中心屬於同一家製藥公司名下，在遭遇並打敗水螳螂及田鼈後，也在試驗場發現為了經濟效益，有科學家在進行把螃蟹、小龍蝦等節肢動物巨大化的實驗……

### 巨蟲山脈
那古野大學的學生們因為參加試膽大會來到雙子山岩隧道，在隧道內卻遇到巨大化蟲類的襲擊，好不容易逃出後接連的危險又一波一波襲來……

## 登場人物

### 2年1組
織部睦美（おりべ むつみ）
配音：M·A·O
本作主角。私立鳳翔高等學園2年1組在籍。平常在校是個資優生的形象，但其實很擅長野外求生。十分了解昆蟲的生態，面對巨大化昆蟲能想出相關計策來逃生。有點抗拒將昆蟲殺掉。辰野神島的冒險過後，為了追查巨大化昆蟲的真相選擇留下，與夥伴陸續經歷巨大化昆蟲襲擊和懷抱惡意的人士設計，自身更一度被巨大化昆蟲散發的氣息影響，遭其餘被影響的人們輪姦，最終與倖存的人們歷險歸來，協助恩師進行蟲類研究。
成瀬千歳（なるせ ちとせ）
配音：立花理香
班長、一本正經、固執。睦美的摯友。劍道部所屬的王牌。為睦美與別的生存者集團的領袖。辰野神島的冒險過後，被睦美規勸回到家鄉向眾人公開真相。第二部尾聲迎接睦美歸來。
松岡歩美（まつおか あゆみ）
配音：福圓美里
壘球社。被睦美稱作「隊長」。個性勇敢，多度幫助睦美等人渡過難關，立誓保護真美，後為保護真美被螢火蟲幼蟲襲擊而死。
神野美鈴（じんの みすず）
配音：高橋智秋
千歲所率領的倖存者集團成員，性格偏差的不良少女，曾和上條發生肉體關係和挑撥後者與睦美作對，但後來展現出不錯的團隊精神，在團隊準備離島之際，為了對付大蜈蚣而英勇犧牲，與蜈蚣同歸於盡。
三浦真美（みうら まみ）
配音：麻倉桃
千歲所率領的倖存者集團成員。原本是知名偶像，因為半個月前被雪藏和演藝圈的潛規則，為了演藝活動而抵達島上行動，跟睦美等人逃生。辰野神島的冒險過後，為避免額外的風波，志願和睦美繼續冒險。後來甲斐、真美接受電視台採訪，透露攸關巨大化昆蟲的情報。

### 2年2組
白川美紀（しらかわ みき）
千歲所率領的倖存者集團成員，因為照顧奶奶有著基礎醫療技巧，被蛇蜻蜓襲擊而被腰斬而死。動畫劇場版中刪減此號人物。
伊能愛（いのう あい）
千歲所率領的倖存者集團成員，因為急於小解，被綠帶翠鳳蝶吸食體液而死。
鈴木香代（すずき かよ）
中城所率領的倖存者集團成員。陸上部。遭綠帶翠鳳蝶襲擊時被睦美救出，被上條威脅交歡後被寄生蠅襲擊，遭幼蟲破體而死。
碓氷亮（うすい りょう）
中城所率領的倖存者集團成員。為人心術不正，曾在樹叢間非禮睦美，被千歲和甲斐出手制止，後來在逃生期間遭螢火蟲的幼蟲啃食殆盡而死。

### 2年3組
小田哲（おだ さとし）
千歲所率領的倖存者集團成員。偶像宅。遭綠帶翠鳳蝶襲擊時雖然試圖幫助三浦真美，來不及反應身體便遭口器侵入而死。
桃崎香住（ももさき かすみ）
中城所率領的倖存者集團成員。學園長的女兒。自尊心很高、討厭巨大的蟲子。辰野神島冒險期間曾被法華性騷擾和扔進蟲箱威脅，及時被無雲兵衛救下，辰野神島的冒險過後，選擇回到家鄉向眾人公開巨大昆蟲的真相，藉此招募支援者協助睦美。

### 2年4組
甲斐和彦（かい かずひこ）
千歲所率領的倖存者集團成員。頭髮自然捲的男學生。對機械有很大興趣，擅長翹鎖。因為過去曾被青山望栽贓而對後者反感。辰野神島的冒險過後，由於得知母親為拿不到保險理賠金遷怒於他，選擇留下和睦美冒險。後來甲斐、真美接受電視台採訪，透露攸關巨大化昆蟲的情報，最終和部分倖存者迎接睦美歸來。
柘植寛（つげ ひろし）
千歲所率領的倖存者集團成員。髮型為力怎頭的男子。被綠帶翠鳳蝶的口器刺入頭部，體液遭吸食殆盡而死亡。
宮園恵美子（みやぞの えみこ）
中城所率領的倖存者集團成員。陸上部。遭綠帶翠鳳蝶襲擊而被睦美救出。前往醫院施設的路途中遭到虎甲蟲幼蟲的襲擊，被拖入巢穴中啃食而死。
青山望（あおやま のぞみ）
中城所率領的倖存者集團成員。2年4組的班長。迷戀茉莉華老師，始終站在老師的立場與其他反對意見者對立，認為茉莉華的死是睦美造成的而屢次暗算睦美。在續篇中，受到獨角仙襲擊，睦美卻不計前嫌的救她，轉而迷戀上睦美。辰野神島的冒險過後，懷抱不捨心情和千歲、桃崎搭乘客機返回家鄉。

### 2年5組
上條アツシ（かみじょう アツシ）
千歲所率領的倖存者集團成員。性格粗暴、自私的不良學生，曾經和美鈴發生肉體關係，後脅迫鈴木和自己交歡後，被寄生蠅襲擊而遭幼蟲破體而死。
箕輪剛（みのわ たけし）
中城所率領的倖存者集團成員。柔道社成員。被地蛛襲擊而死。

### 其他學生
アキラ
上條アツシ的不良朋友、摯友。被雙盤吸蟲寄生後，受寄生蟲指使爬至高處而被蛇蜻蜓發覺，被腰斬致死。

### 教職員
野沢（のざわ）
美術正式教師，性格卑劣，在脅迫青山被茉莉華老師發現後，被推下懸崖跌入蜱的巢穴而被寄生，之後被一眾學生發現，認為已無獲救可能，而被拿來當作吸引蜱的誘餌，被大量蜱吸血而死。
中城茉莉華（ちゅうじょう まりか）
擔任2年5組的導師，性格卑劣自私，青山望的崇拜對象，被地蛛蛛絲纏繞後被拖行分屍而死。

### 海上保安廳
識森 涼子（りょうこ）
海上保安庁巡視船內的乘員。為唯一與主角們活到辰野神島的保安廳成員，被京介的手槍意外擊傷後在島上神社避難。後來和葵獲得治療。
おやっさん
涼子的父親。後在辰野神島上被大蜻蜓吞噬而死。
ぜんさん

### 辰野神島當地居民
無雲 兵衛
在大巨蟲列島登場，為人較為正派，因為妹妹有罕見疾病需就醫而有求於主角一夥，替桃崎解危後志願協助睦美等人。在睦美等人離島時和夥伴們掩護一行人躲開巨蜻蜓的襲擊。
無雲 葵
16歲，兵衛之妹，因為巨大化蚊子叮咬引發凝血功能異常而急需救助，經輸血後好轉，後來和涼子接受治療。
霧島
無雲先生養的柴犬，具有警戒昆蟲的能力。
京介
辰野神島受襲擊後組成的武裝份子一員，具有首領般的角色。曾藉勢和刻發生性關係。起先認為睦美等人不懷好意，帶領夥伴等人和睦美作對，但後來見識睦美等人對抗巨大昆蟲的經驗，轉而幫助睦美等人，最終因為掛念故鄉的安危，志願留守辰野神島。
法華
京介為首武裝分子一員，短直髮女性。本有意隨京介離島，但後來選擇和京介留守故鄉。
三下 光男
18歲，辰野神島居民，高中三年級，加入京介的武裝份子，被由於運送的輸血袋破裂引來的日本陸蛭襲擊，出血過多而亡。
水島
京介為首武裝分子一員，平頭男性。在與螳螂交戰中為保護主角而死。
木田
京介為首武裝分子一員，中長捲髮壯碩男性。在與螳螂交戰中為保護主角而死。
美紀
京介為首武裝分子一員，雙色長髮女性。在與螳螂交戰中為保護有紀而死。
有紀
京介為首武裝分子一員，雙色長髮女性。在美紀死後為保護故鄉志願留下。
澤田
京介為首武裝分子一員，莫霍克頭男性，醫科畢業，具有緊急醫療能力。睦美等人離島時，選擇留守家鄉。
香
京介為首武裝分子一員，黝黑男性，私生活紊亂，具有修理工的能力，負責修復船隻。在和京介乘船逃離時跌落海面，遭到大蜻蜓分屍而亡。
仲宗根 鏡
19歲，辰野神島見習女漁夫，為人正直。曾經在酒後對睦美進行性行為，被青山望制止。是少數願意主動協助睦美等人的島民。睦美等人離島時選擇留守家鄉。
宮社 刻
22歲，辰野神島見習巫女。曾經被京介藉勢發生性關係。睦美等人離島時選擇留守家鄉。
新垣 千里
辰野神島政府機構員工，女性，在被螳螂襲擊後遭到鑽出螳螂肚子的鐵線蟲攻擊，被數條鐵線蟲鑽入口中及被緊纏而死。
真榮田
辰野神島居民，年老男性，受螳螂襲擊而死。
梓夏
辰野神島居民，年老女性，受螳螂襲擊而死。
小學老師
辰野神島小學老師，名字不詳，為保護學生受寬腹螳螂幼蟲啃食而死。
小元、美羽
辰野神島小學生，受廣腹螳螂攻擊而死。

### 辰野大島
天宮 昇史
星美製藥-海洋生物研究所的負責人，壯闊男性，意圖創造一個沒有飢餓的世界而展開了「全世界飽腹計劃」，是造成昆蟲巨大化的罪魁禍首。
迫田小姐
天宮昇史的秘書，中短髮女性。原本是遊戲設計師，被天宮以前景和優渥收入招攬服侍後者，對甲斐抱有興趣。曾經和朱莉婭有過交情和發生性關係。在高級飯店被負葬甲襲擊時獲得睦美解危，加入一行人。
阿部 朱莉婭
知名頂流網路主播，長髮女性，有雙性戀傾向。因為過去從事服裝業而知道衣魚的訊息。被天宮招攬為星美製藥宣傳。曾經和睦美進行性接觸，由於製藥公司被巨大化昆蟲襲擊，被睦美告知巨大化昆蟲的真相。
鹽谷
海洋生物研究所的生物實驗室負責人，負責進行甲殼類生物巨大化的相關研究。
峰岸 雄三
帝報新聞記者，43歲。過去因為酗酒被家族下達休書，曾和門倉御琴發生性關係。
門倉 御琴
日升新聞的女記者，26歲。因為感到事業陷入瓶頸和不願忍受職場的麻煩，為求前途順利加入天宮旗下而與峰岸發生關係。
金
原上班族，在影音平台「Video Tube」擔任教學課程的Video Tuber，因為其課程讓天宮昇史受益獲得盈利，被後者邀請加入其團隊。在辰野大島龍蝦祭遭遇巨大化鳳蝶幼蟲和蠍蛉襲擊居民的事件。
鹽
天宮昇史的員工，在辰野大島龍蝦祭遭遇遭遇巨大化鳳蝶幼蟲和蠍蛉襲擊居民的事件。
辰朗
辰野大島的漁夫，家族世代以漁業為生，慣用武器是捕鯨叉。在辰野大島龍蝦祭試圖攻擊巨大化鳳蝶幼蟲但未能奏效，目擊蠍蛉襲擊居民和食用巨大化鳳蝶幼蟲的場面。
寅澤
電視台攝影師。昔日是擁有11年資歷的戰地記者，因為見識電視台高層故意針對戰爭報導呈現避重就輕的內容，深感事實被掩蓋的嚴重性，決定邀請須藤將有關巨大化昆蟲的新聞採訪公諸於世，藉此警戒世人。
須藤
電視台女記者，過去轉任現場記者前，曾經偶然聽見電視台人員對女性人員潛規則，始獲知自己被電視台貶低的實情。在辰野大島龍蝦祭遭遇遭遇巨大化鳳蝶幼蟲和蠍蛉襲擊居民的事件，同意與寅澤合作，將有關巨大化昆蟲的新聞採訪公諸於世，藉此警戒世人。

### 巨蟲山脈
神宮寺 剛
那古野大學2年級，職業摔角同好會會員，外傳《巨蟲山脈》的主角，有著高超的體力及搏擊技巧，能感知攻擊時產生的殺氣，即便是昆蟲的本能行為也不例外。榎稻穗稱他「青年」，與南山久久利為互有好感的青梅竹馬。兒時經常被久久利保護，為了培訓自己的實力練就矇眼感知環境的技巧。故事開始時以保護被Vtuber篠塚大邀請拍攝主題影片的久久利為契機，隨同一行人抵達雙子山岩隧道，遭遇巨大化昆蟲的襲擊，獲得榎稻穗解危後，為了求生連同團隊成員跟著她行動。
篠塚大
那古野大學3年級，原橄欖球部成員，體格壯碩的男子。被榎稻穗稱作「肌肉男」。一年前因為在競賽期間傷及右膝，導致右膝殘留舊傷被迫退出社團，為了報復嘲諷他的部員們，將部員們群交的性愛派對場面拍攝並上傳影音平台Vtube，成為拍影片營利的Vtuber。曾經夥同鈴木徹強暴悅子和拍攝影片威脅對方。前期自私卑劣，對於影片取材和人氣以外的事情漠不關心，邀請久久利參與主題影片拍攝，實則趁機下藥準備侵犯同行女性人員（但因為一行人發現飲用他提供的飲料的異常反應，被揭發惡行），因為拍攝雙子山岩隧道內的巨大化昆蟲動態，間接導致一群Vtuber前往當地取材遇襲身亡。後期懂得彼此合作而逐漸信任隊友。最終在養殖所為了掩護神宮寺等人，留下來對抗分裂再生的山蛞蝓，遭山蛞蝓群攻而死，臨終前將希望託付給神宮寺等人。
南山久久利
那古野大學2年級，本年度那古野校花優勝。被榎稻穗稱作「超自然女」。神宮寺的青梅竹馬，與神宮寺互有好感，但若是神宮寺與其他女性出現疑似親近的舉動會吃醋。熱衷且對超自然事物和傳說所知甚詳，在冒險過程常間接運用知識幫助眾人。因為被篠塚大邀請拍攝主題影片，委託神宮寺駕車帶路兼保護她，成為故事的開端。在非法廢棄物掩埋遭流氓脅迫期間，被迫和若尾志野上演活春宮，險遭流氓侵犯時因為非法廢棄物掩埋陸續被蚯蚓襲擊而和一行人脫險。
若尾志野
那古野大學2年級，忍者研究會會長。被榎稻穗稱作「忍者」。個性冷靜的女性，說話時習慣稱呼當事者「OO殿下」，主要慣用武器為隨身攜帶的忍具，身手矯健，有不俗的實戰技巧。在一行人冒險途中，經常和神宮寺合作對抗巨大化的昆蟲。後來為了保護夥伴，遭被非法廢棄物掩埋的流氓強迫南山久久利上演活春宮，遭流氓強暴失貞，因為非法廢棄物掩埋陸續被蚯蚓襲擊而和一行人脫險。
林田悅子
那古野大學2年級，花道部。曾被篠塚大和鈴木徹強暴並拍攝過程加以威脅。前期個性膽小，非常忌憚篠塚大和鈴木徹，經歷鈴木徹遇害、與眾人對抗巨蟲的過程，開始變得積極勇敢，敢於反抗篠塚大並與眾人作戰。在篠塚大遇害後，曾對自己未能將篠塚大和鈴木徹移送法辦感到遺憾。
鈴木徹
那古野大學3年級，原棒球部。個性卑劣，曾夥同篠塚大強暴悅子。在雙子山岩隧道內被蠼螋腰斬而死，而後被吃掉，成為一行人最先死亡的人員。
榎 稻穗
声 - 井上麻里奈
本作關鍵角色，同時是本作漫畫作者藤見泰高的其他著作《サイカチ 真夏の昆虫格闘記》、《ベクター・ケースファイル 稲穂の昆虫記》登場角色。G大客座教授，研究昆蟲學的生物學者，織部睦美的恩師。精通昆蟲、植物、地理和野外求生的相關知識。神宮寺等人於雙子山岩隧道遇險期間，出面解救一行人，以此機緣加入神宮寺等人，指導眾人應對巨大化昆蟲的對策。
御門、電光侍、洽皮、西部牛仔
在影音平台Vtube經營個人視頻的網路紅人，初登場時因為觀看篠塚大上傳至影音平台Vtube的影片，連同藤川、神崎、其他Vtuber組成團隊前往雙子山岩隧道取材，最終除了藤川和神崎被神宮寺等人所救逃出隧道以外，電光侍、洽皮、西部牛仔和同行成員在隧道裡被蠼螋襲擊殺死，而守候在一行人座車停放處的御門則和同行成員被螽斯殺死。
藤川
擔任Vtuber的巨乳女子，被榎稻穗稱作「比基尼」。初登場時被篠塚大拍攝的雙子山岩隧道的巨蟲動態吸引，跟隨其他Vtuber組成團隊取材遭遇蠼螋襲擊，獲得榎稻穗與神宮寺等人解危，轉而跟隨神宮寺等人行動。曾經因為在河川盥洗期間使用含香精的沐浴乳，被榎稻穗批評此舉會招來昆蟲襲擊，但後來反而讓出隨身的沐浴乳給榎稻穗，當成對抗昆蟲的武器。在養殖所和一沨借用浴室洗澡期間，遭遇山蛞蝓襲擊，躲在櫃子裡目擊一沨遇害的場面，因為藏身的櫃子被翻倒而摔出櫃子外，被山蛞蝓圍攻致死。
神崎
擔任Vtuber的中年男子，與篠塚大相識。初登場時被篠塚大拍攝的雙子山岩隧道的巨蟲動態吸引，跟隨其他Vtuber組成團隊取材遭遇蠼螋襲擊，獲得榎與神宮寺等人解危，轉而跟隨神宮寺等人行動。因為大學時期專修土木工程，十分熟稔地質相關知識，經常運用知識輔助一行人對抗巨蟲。
陸來
擅用運動，動作敏捷的中學生少女。父親是摔角選手獅子假面，母親一沨則是網球選手。多年前遭遇車禍時，被雙胞胎姊姊海美救回一命，但也導致海美遭受重傷不良於行。隨同家人露營時遭遇螻蛄襲擊，經由父親捨命爭取時間逃走，獲得神宮寺等人解危，隨同母親、姊姊跟著神宮寺等人行動。母親遇害後，經由海美輔導重新振作。
海美
陸來的雙胞胎姊姊，個性鎮定，摔角的實力程度在陸來之上。因為車禍導致雙腿不良於行，仰賴輪椅代步。父親為保護陸來犧牲、神宮寺等人解救陸來後，隨同母親、妹妹跟著神宮寺等人行動。母親喪命後，負責引導陸來專注於眼前逃生的事情。
獅子假面
神宮寺崇拜的摔角選手，海美與陸來的父親，一沨的丈夫。遭遇巨大化的木蠹蛾幼蟲襲擊時，為了爭取讓陸來逃走的機會，留下與木蠹蛾幼蟲博鬥而犧牲性命。
一沨
網球選手，海美與陸來的母親，獅子假面的妻子。因為長期打球的影響，擁有相當程度的臂力。在神宮寺等人救下陸來後，得知丈夫遇害的消息，帶領女兒們加入神宮寺等人。在養殖所和藤川借用浴室洗澡，遭遇山蛞蝓襲擊，為了掩護川藤逃走，遭兩隻山蛞蝓聯合攻擊而死。

## 出版書籍
巨蟲列島
| 集數 | 秋田書店       | 秋田書店               |
| 集數 | 發售日期       | ISBN                   |
| ---- | -------------- | ---------------------- |
| 1    | 2015年3月6日   | ISBN 978-4-253-23761-1 |
| 2    | 2015年10月20日 | ISBN 978-4-253-23762-8 |
| 3    | 2016年8月19日  | ISBN 978-4-253-23763-5 |
| 4    | 2017年3月17日  | ISBN 978-4-253-23764-2 |
| 5    | 2018年1月19日  | ISBN 978-4-253-23765-9 |
| 6    | 2019年6月20日  | ISBN 978-4-253-23766-6 |

大巨蟲列島
| 集數 | 秋田書店       | 秋田書店               |
| 集數 | 發售日期       | ISBN                   |
| ---- | -------------- | ---------------------- |
| 1    | 2019年12月20日 | ISBN 978-4-253-23767-3 |
| 2    | 2020年3月19日  | ISBN 978-4-253-23768-0 |
| 3    | 2020年7月20日  | ISBN 978-4-253-23769-7 |
| 4    | 2021年2月19日  | ISBN 978-4-253-23770-3 |
| 5    | 2021年6月18日  | ISBN 978-4-253-23795-6 |
| 6    | 2021年11月18日 | ISBN 978-4-253-23796-3 |
| 7    | 2022年3月17日  | ISBN 978-4-253-23797-0 |
| 8    | 2022年8月19日  | ISBN 978-4-253-23798-7 |

巨蟲山脈
| 集數 | 秋田書店       | 秋田書店               |
| 集數 | 發售日期       | ISBN                   |
| ---- | -------------- | ---------------------- |
| 1    | 2020年7月20日  | ISBN 978-4-253-30171-8 |
| 2    | 2021年2月19日  | ISBN 978-4-253-30172-5 |
| 3    | 2021年11月18日 | ISBN 978-4-253-30173-2 |

## 動畫
OVA為單行本第6集特裝版的贈品，於2019年6月20日發售。劇場版於2020年1月10日在日本上映。

### 製作團隊
- 原作：藤見泰高
- 作畫：REDICE
- 總監督：高橋丈夫
- 監督：龍輪直征
- 腳本：森田繁
- 人物設計：野口孝行、出雲譽明
- 動畫製作：Passione

## 外部連結
- 巨蟲列島 - マンガクロス （页面存档备份，存于）
- 大巨蟲列島 - マンガクロス （页面存档备份，存于）
- アニメ「巨蟲列島」公式サイト （页面存档备份，存于）
- 「巨蟲列島」公式的X（前Twitter）